# Kvalsundet (Tromsø)
Kvalsundet (ou Válesnuorri en en Sami) est un détroit situé dans le comté de Troms, au nord de la Norvège. 

## Géographie
Le détroit Kvalsundet sépare l'île de Ringvassøya de l'île de Kvaløya (Troms). Le détroit relie le Grøtsundet à la mer de Norvège. 
Administrativement le détroit est situé sur la municipalités de Tromsø.
La route départementale 7776 longe le détroit du côté de Kvaløya, tandis que la route départementale 7778 le longe le côté Ringvassøya.
La route départementale 863 traverse le Kvalsundet par le tunnel de Kvalsund.

## Tunnel de Kvalsund
Le tunnel de Kvalsund passe dessous le Kvalsundet, reliant Kvaløya à Ringvassøya. Ce tunnel long de 1650 mètres, passe dessous le fjord à une profondeur 56 mètres et une pente de 8%. Il a été construit en 1988.